# Lac Calhoun
Pour les articles homonymes, voir Calhoun.
Le lac Calhoun aussi appelé depuis fin 2015 Bde Maka Ska  est le plus grand lac de Minneapolis, dans le Minnesota, et fait partie du chapelet de lacs de cette métropole. Ce plan d'eau, entouré par un vaste jardin public sillonné de pistes cyclables et de sentiers, est apprécié pour toutes les activités de plein air.

## Le lac et ses environs

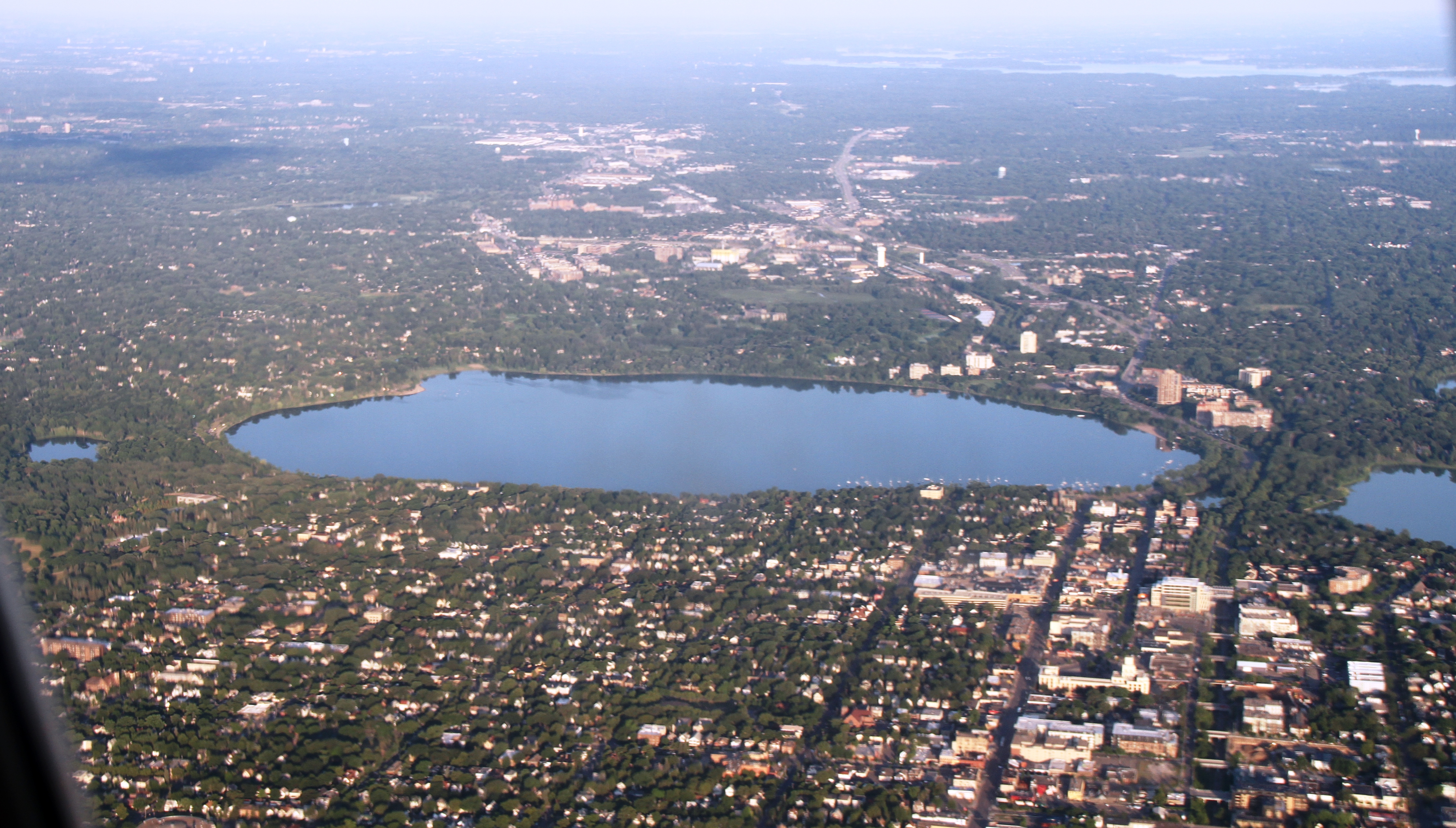
Vue aérienne du lac de Bde Maka Ska.

Ce lac fait partie d'un circuit de promenade, le Grand Rounds Scenic Byway, qui relie le Lake of the Isles au nord-est, Cedar Lake au nord-ouest, et le lac Harriet au sud. Deux circuits touristiques font le tour du lac : le premier, destiné aux cyclistes et patineurs, le Minneapolis Park and Recreation Board trail system, est long de 5,5 km ; le second est un sentier de 5 km destiné aux randonneurs. Ces deux circuits sont reliés à d'autres chemins menant vers le Lake of the Isles et le lac Harriet. Un autre sentier, le Midtown Greenway Trail, s'embranche juste au nord du lac et de Lake Street. Le lac proprement dit est réputé pour le canoë, le kayak et la planche à voile, et l'on y a aménagé trois plages pour la natation.

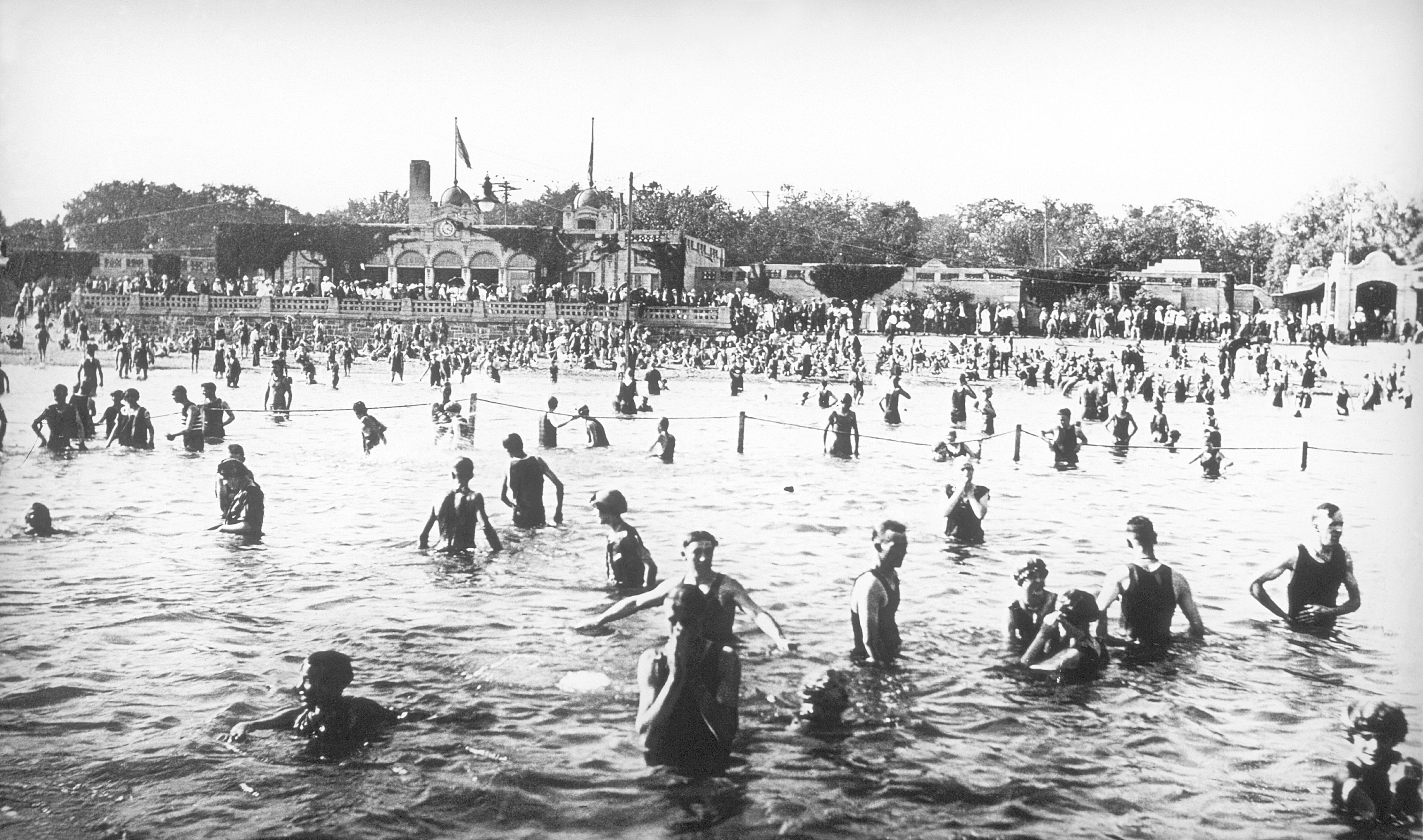
Baigneurs au bord du lac vers 1917.

Les trois plages du lac sont North Beach, 32nd Beach (littoral est) et Thomas Beach au sud. Il y a, à travers le parc, des parkings, des aires de pique-nique, des terrains de volleyball et des installations d’athlétisme. Divers clubs proposent des activités de voile : le Calhoun Yacht Club, le Minneapolis Sailing Center, ainsi que les associations sportives de l'université St. Thomas.
Une plaque sur la rive orientale du lac commémore la mission évangélique de Samuel et Gideon Pond, qui a transcrit sous forme alphabétique la langue des Sioux,,, à Cloudman's Village. Sur le littoral ouest, The Bakken est une maison coloniale possédant un jardin de simples, une bibliothèque et un musée consacré aux usages médicaux de l'électricité et à l'histoire de l'électromagnétisme. Une ligne de tramway, le Como-Harriet Streetcar, dessert le lac Calhoun et le lac Harriet.

## Histoire et polémique

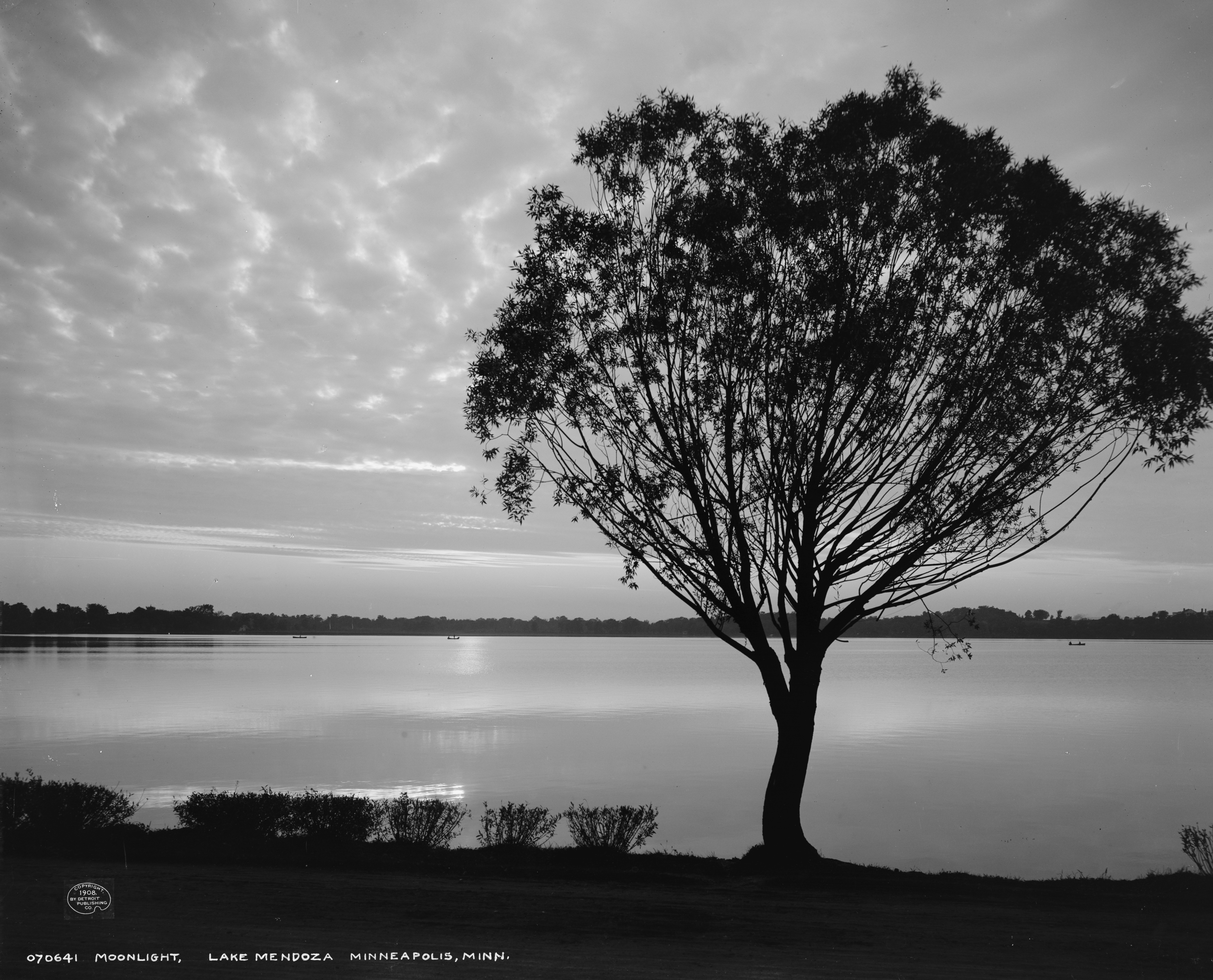
Le « lac Mendoza » (comme on l'appelait alors) en 1908.

Les Sioux appelaient eux-mêmes ce lac Mde Maka Ska (orthographe modernisée Bdé Makhá Ská, qui signifie « lac des blancs-sables, », appellation qui remonte certainement aux Iowas qui habitaient la région au XVIe siècle. Le nom sioux du lac était Mde Med'oza, que les colons européens déformèrent en « lac Medoza », qui signifie « lac des plongeons. »
John C. Calhoun, secrétaire à la Guerre des États-Unis, avait chargé l'Armée de reconnaître les terres pour y établir le camp de Fort Snelling (1817), l'une des premières colonies de l’État. Les géomètres de l'armée baptisèrent spontanément le plan d'eau naturel « lac Calhoun » en honneur au ministre et l'on retrouve ce nom sur la carte d'état-major de Fort Snelling du lieutenant James L. Thompson (1839).

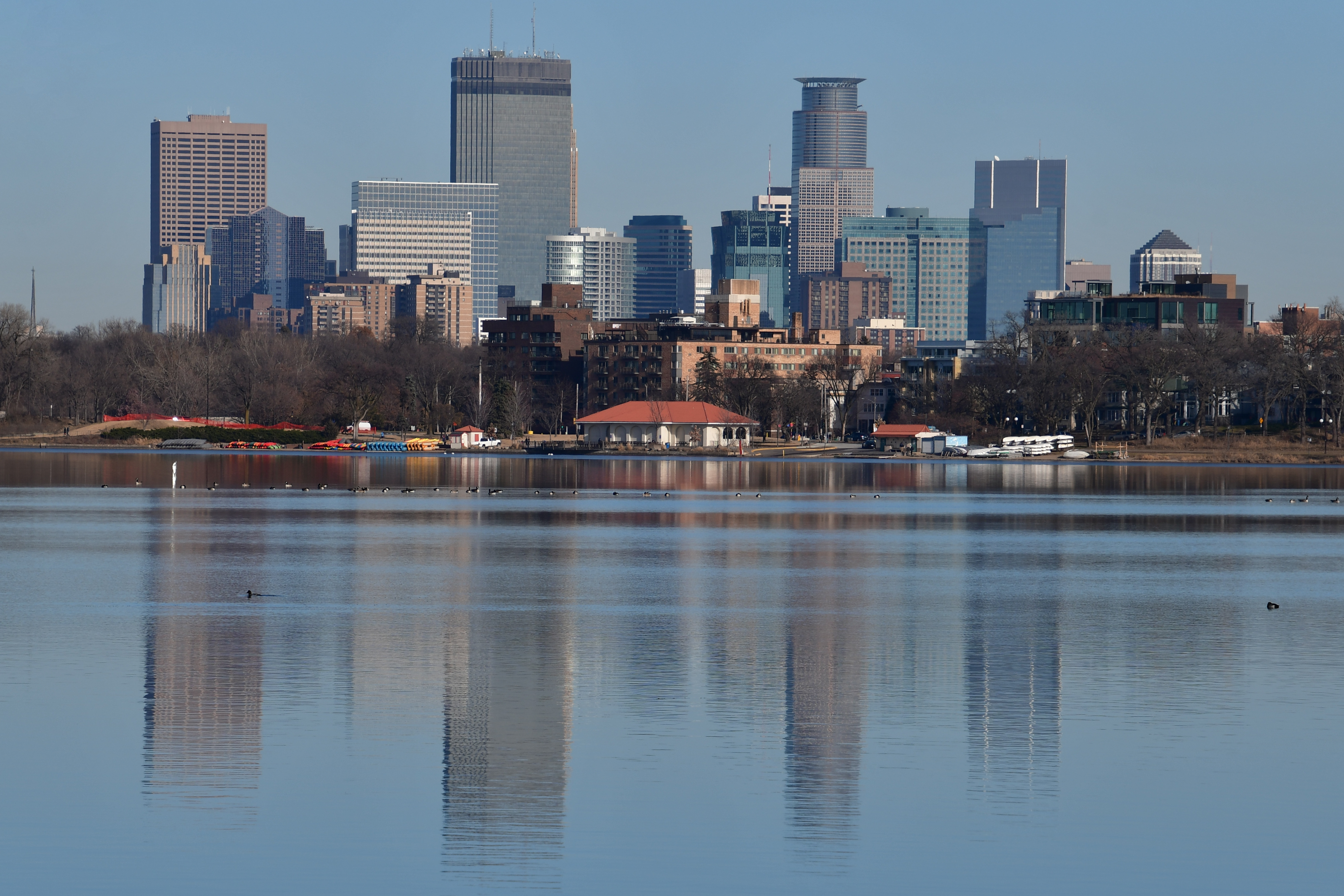
Reflet du panorama urbain de Minneapolis sur la surface du lac (2017).

Mais la réputation de Calhoun, homme politique esclavagiste, a déchaîné de plus en plus de protestations à propos du nom du lac. La commission des espaces verts de Minneapolis s'est chargée de la question en 2011. Ses avocats ont conclu que la Commission ne pouvait pas légalement changer le nom du lac, les lois de l’État conférant ce pouvoir au commissaire aux ressources naturelles, et encore, uniquement 40 ans après l'attribution du nom actuel. Mais après la fusillade de l'église de Charleston au mois de juin 2015, une nouvelle pétition contraignit les autorités à reconsidérer la question, et depuis l'automne 2015, le nom sioux figure au côté du nom officiel.
Plusieurs appels de la décision ont été interjetés, certains retournant à l’appellation Lake Calhoun, d'autres à l'appellation Mde Maka Ska. La dernière décision de la Cour suprême du Minnesota, en date du 13 mai 2020, affirme que le Minnesota Department of Natural Resources a le pouvoir décisionnaire de renommer le lac Calhoun en Mde Maka Ska, spécifiant que les lois restreignant le renommage s'applique seulement aux Conseils de Comté et non au Commissaire aux Ressources Naturelles.